# ماثيو فيلدينغ لوك
ماثيو فيلدينغ لوك هو سياسي أمريكي، ولد في 1824، وتوفي في 1911. نشط حزبياً في الحزب الديمقراطي. وقد انتخب Speaker of the Texas House of Representatives ‏ وانتخب عضو مجلس ولاية تكساس ‏.